# Mouhoun
O Mouhoun é uma província de Burkina Faso localizada na região de Boucle du Mouhoun. Sua capital é a cidade de Dédougou.

## Departamentos

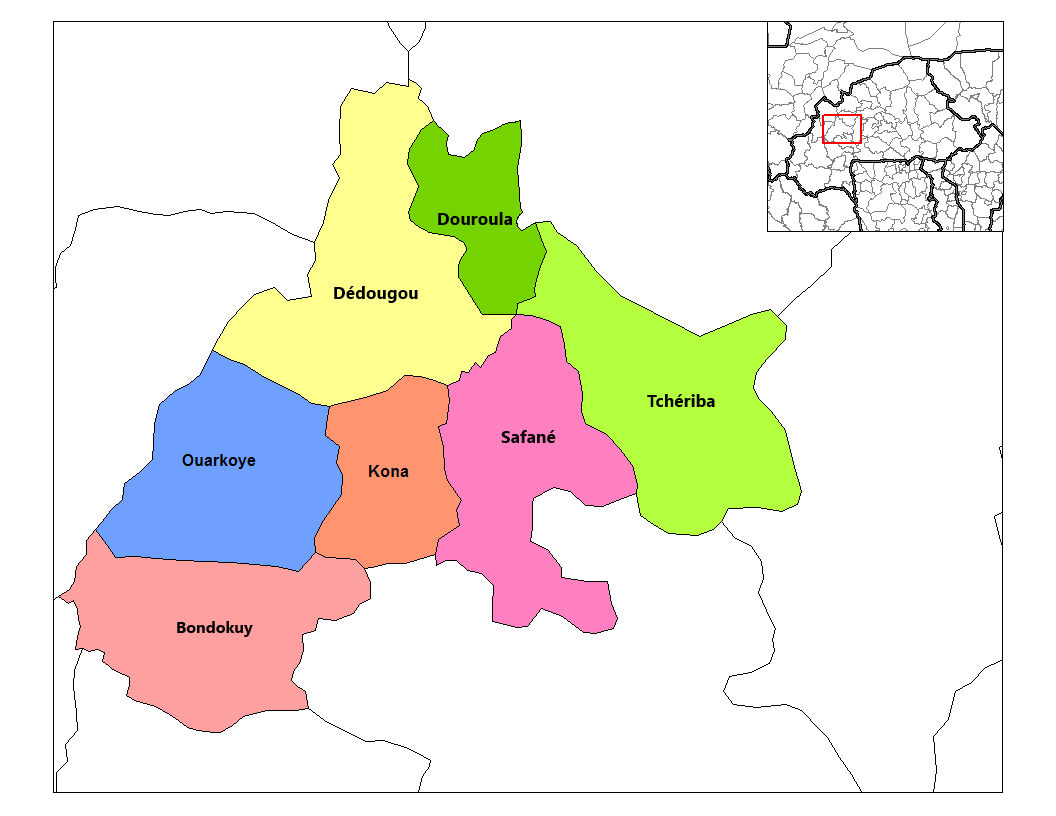
Localização dos diversos departamentos da província do Mouhoun, Burkina Faso

A província do Mouhoun está dividida em sete departamentos:
- Bondokuy
- Dédougou
- Douroula
- Kona
- Ouarkoye
- Safané
- Tchériba